# Aito M5
La Aito M5 est un crossover électrique à prolongateur d'autonomie produite à partir de 2022 par le constructeur automobile chinois Aito (acronyme de Adding Intelligence To Automobile), co-entreprise du constructeur Seres et du fabricant d'électronique Huawei. L'Aito M5 est le premier véhicule de la marque.

## Présentation
La Aito M5 est présentée le 28 décembre 2021. Elle est dévoilée uniquement en véhicule électrique et basé sur la même plateforme technique que la Seres SF5. Cependant, une variante électrique est dévoilée en septembre 2022.
En mars 2023, l'Aito M5 est rapidement rebaptisée Huawei AITO M5 avant que Yu Chengdong, PDG de Huawei Terminal BG et PDG de Smart Car Solution BU, n'annonce personnellement que tous les supports promotionnels liés à Huawei seront supprimés le 1er avril des magasins Aito,.

## Caractéristiques techniques
L'Aito M5 dispose d'un écran de tableau de bord de 10,4 pouces et d'un écran de 15,6 pouces sur la console centrale, et est l'un des premiers véhicules à utiliser le système d'infodivertissement Huawei Harmony OS 3. La version PHEV dispose de deux chargeurs sans fil de 40 W avec double ventilateur de refroidissement, trois de 66 W filaires, un de 60 W filaire et deux chargeurs magnétiques Huawei MagLink de 27 W. Tous les chargeurs peuvent être utilisés simultanément.

### Motorisations
La version à gamme étendue de l'Aito M5 est équipée d'un moteur turbocompressé de 1,5 L produisant 125 ch fonctionnant comme prolongateur d'autonomie avec un réservoir de carburant de 56 litres. La consommation de carburant combinée de l'Aito M5 est 1,1 litre aux 100 km et 1,2 litre au 100 km pour les modèles 2WD et AWD. L'Aito M5 peut parcourir 140 km (NEDC) en électrique sur la batterie de 40 kWh. Lorsqu'il est associé au prolongateur d'autonomie, qui peut produire 3,2 kWh/litre, l'autonomie combinée est de 1 000 km (NEDC).
Le modèle à propulsion (RWD) est doté d'un moteur synchrone à aimant permanent placé sur l'essieu arrière fournissant une puissance de pointe de 200 kW et 360 N m de couple. Le modèle 4WD Performance combine un moteur arrière de 150 kW (204 ch) et 360 N m de couple et un moteur asynchrone à induction avant d'une puissance de 165 kW (224 ch) pour 300 N m de couple, pour une puissance combinée de 315 kW (430 ch) et 720 N m de couple, permettant une accélération de 0 à 100 km/h en 4,4 secondes. Enfin, la version 4WD Ultime remplace le moteur arrière de la 4WD Performance pzr un moteur de 200 kW (272 ch) et 360 N m pour un total de 365 kW (496 ch) et un couple de 675 N m.

### Aito M5 EV
Dévoilée en septembre 2022, la version électrique M5 EV est dotée d'un moteur arrière et son autonomie (sous CLTC) est de 620 km. La version à deux moteurs et quatre roues motrices propose une autonomie de 522 km.

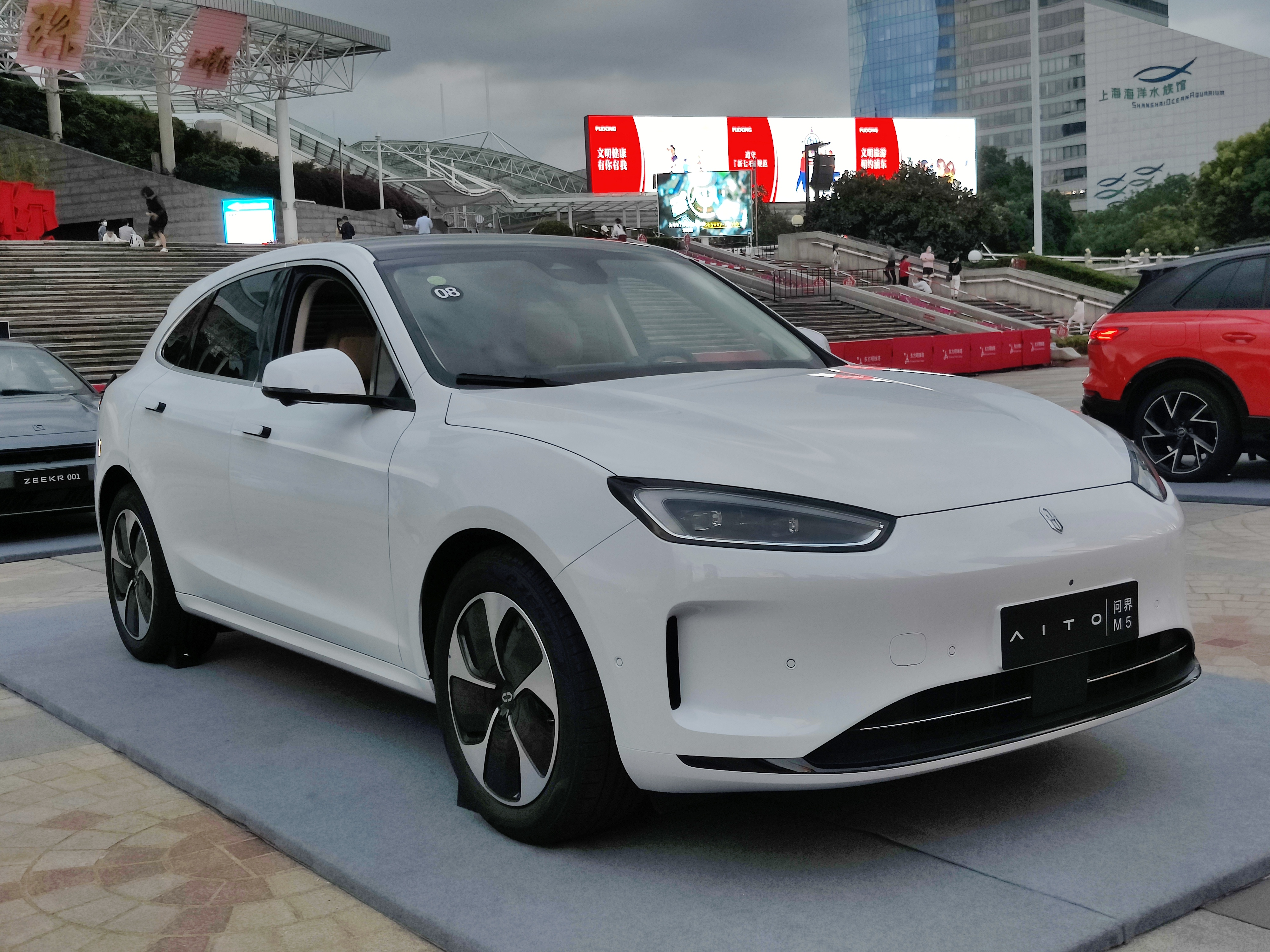
AITO M5 EV Devant
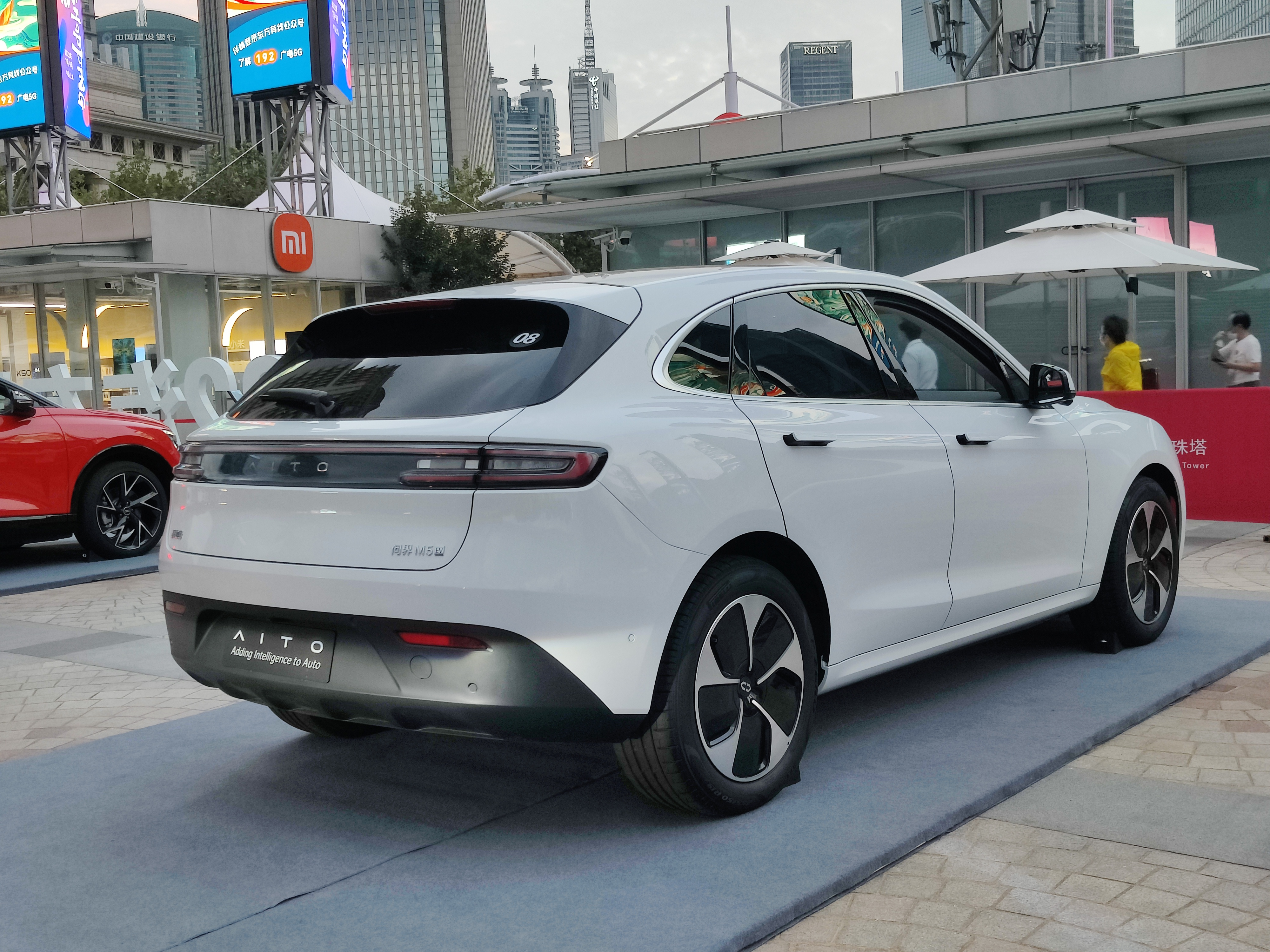
AITO M5 EV arrière